# 技術型高級中等學校
技術型高級中等學校，簡稱技術型高中、技高，簡稱技高，是臺灣中等教育的一部份，歸類於技職教育體系。原稱高級職業學校，簡稱高職。其歷史最早可追溯至日治時期，例如國立成功大學附屬臺南工業高級中等學校前身—台南州立台南工業學校，位於現台南市永康區，初設機械、電氣、應用化學、土木、建築五科；中華民國政府遷臺後，則因應國家經濟發展及九年國教的延伸而大量設置技術型高級中等學校。
2014年8月十二年國教正式實施，規範高職的《職業學校法》與規範普通型高級中等學校、綜合型高級中等學校的《高級中學法》合併成立《高級中等教育法》，高級職業學校改稱為「技術型高級中等學校」，教育部亦表示除改隸、改制或新設學校之外，不須即時更改校名，但法律定位已有改變。
在臺灣，銜接於國民中學（國中）之後的教育階段稱為「高中」教育，教育學界亦通稱此一階段為「後期中等教育」，屬中華民國憲法保障國民教育以外的非義務教育，須通過考試、甄試或申請入學等考核方式才得以入學。廣義的高中教育包括普通「高級中等學校」和「技術型高級中等學校」（技高、職校、高職）。高級職業學校實施分科教學，依其教學專業，主要有「工業高級中等學校」（高工）、「商業高級中等學校」（高商）。狹義的高級中等學校特指普通「高級中等學校」，以升學進入一般綜合大學或獨立學院接受高等教育為目標。
「工業高級中等學校（高級工業職業學校）」的科系主要為開設工業類科系，如：電子科、電機科、機械科、土木與建築科等等，而「商業高級中等學校（高級商業職業學校）」主要開設商業類科系，如商業經營科、資料處理科、會計事務科等等，在高工與高商之間亦有商工或工商的學校出現，科系則已含括了工科及商科的內容，有些也將設計科系包括在其中，例如海青工商(美工科、廣告設計科、室內設計科)及早期復興美術工藝職業學校，現為復興商工（美工科、廣告設計科），等。尚有少數以農業類科為主的「農業高級中等學校（高級農業職業學校）」（高農）、以家事類科為主「家事商業高級中等學校（高級家事商業職業學校）」（家商）、以餐旅類科為主「餐旅高級中等學校」和以海事類科為主的「海事水產高級中等學校（高級海事水產職業學校）」（海事），亦有與藝術科系相關的職校（諸如著名的國光藝校、華岡藝校、中華藝校）等。
技術型高級中等學校畢業學生之升學，主要參加的升學考試為四技二專統一入學測驗，並以此成績選擇登記分發、推薦甄試、技優保甄等方式（技優保甄必需具有勞動部核發之乙級技術士證以上相關證照），選擇四年制技術校院（四技）、二年制專科學校（二專）等學制，升學進入技專校院（例如：科技大學、技術學院、二年制專科學校）等，其強調培育專業人才與實務技能，有些學校還要求學生必需要考取丙級技術士證方可畢業，因此在課程的設計上有別於普通型高級中等學校。但是也有部份的技術型高級中等學校學生會參加主要由普通型高級中等學校學生所報考之大學學科能力測驗，進入一般大學就讀。

## 技術型高級中等學校簡介
技術型高級中等學校（高級職業學校）以教導專業知能（知識、技能）、涵養職業道德、培育實用技術人才，並奠定其發展之基礎為目的。然而在學習理念及暢通技能職業體系升學管道原則下，高職角色面臨轉型。現階段高職除了培養學生具備基礎專業知能，學習工作所需的基本技能之外，亦須滿足學生升學以及發展其他專業領域的機會等需求，故在課程設計上以「先廣後專」、「延後分流」為原則。
學生在未來畢業後，若要繼續升學，升學學制為「四技二專」。從各階段所學習之專業內容來看，主要注重於學生基礎能力的培養，加強其繼續升學的志趣、能力；而到了四技二專階段後，再逐步加強其專業技術、管理開發、獨立判斷和終身學習等發展能力，以兼顧好學生基礎能力和就業技術的養成。
原分為工業、商業、農業、家事、海事水產、藝術6大類別，但自從2010年（民國99年）起，規劃為以「群」為發展單位，共可分15群，適用職業學校群科課程綱要，共區分機械、動力機械、電機與電子、土木與建築、化工、農業、食品、水產、海事、商管、設計、外語、家政、醫護、餐旅及藝術群。部分群以下則又細分為不同類，例如家政群又分作生活應用類與幼保類。各群以「群」共同為核心目標作為專業課程之架構，培養學生具備該群共同核心能力，訓練各群相關產業之初級人才，並且為相關專業領域之學習或高一層級專業知能之進修奠定基礎，藉此向上繼續學習四技二專之課程。高等以上學校之課程，教育部均訂有相關課程綱要，各書商可根據課程綱要編訂教科書，經教育部國家教育研究院審定後出版，由各校評選使用。
現今技術型高級中等學校升學管道多元且暢通。四技二專統一入學測驗通常會在每年5月舉辦，並且依技術型高級中等學校群科以及四技二專對應之招生系科，共分20個群類別。各群類別除了3科共同科目（國文、英文、數學）考科外，皆包含2科專業科目。若參加統測且已取得測驗成績的考生，可報名參加甄選入學、日間部或是進修部（又稱夜間部）聯合登記分發，依照個人目標和志趣，升學理想的技專校院就讀。此外，為鼓勵技藝專精的學生，四技二專提供「技優保送及甄審入學」招生管道，不採計統測成績，讓技藝競賽有得獎的優秀選手以及有取得乙級以上技術士證的學生，可以多1個免筆試、升學機率高的管道。而且科技校院亦辦理「科技校院繁星計畫」招生，來增加招生名額數。讓每一所高職具有潛力之優秀學生皆有就讀優質科技校院的機會，進而培育未來社會之"中堅"。若四技畢業後，會與大學擁有同樣取得學士的學位，可申請國內外研究所繼續深造；若二專畢業後，會與五專同樣取得副學士之學位，其升學、出路，亦和五專的畢業生相同。

## 職業準備教育
2014年12月，《技術及職業教育法》三讀通過，明定高級中等以上學校需辦理職業準備教育，其專業課程得由學校與產業共同設計，建構合宜之課程安排，且兼顧學生職業倫理之培養與職涯發展、勞動及技術法規之認識，並定期更新課程設計。

## 技術型高級中等學校相關群系與科系一覽表
| 類別群系   | 類別群系相關科目 | 合計 |
| ---------- | --- | ---- |
| 農業類     | 農場經營科、園藝科、森林科、野生動物保育科、造園科、畜產保健科、食品加工科、食品科、水產食品科、烘焙科。 | 9種  |
| 工業類     | 機械科、鑄造科、板金科、機械木模科、模具科、機電科、生物產業機電科、製圖科、電腦機械製圖科、重機科、汽車科、飛機修護科、動力機械科、農業機械科、配管科、電機科、電子科、控制科、冷凍空調科、資訊科、航空電子科、化工科、紡織科、染整科、土木科、建築科、消防工程科、空間測繪科。 | 27種 |
| 商業類     | 商業經營科、國際貿易科、會計事務科、資料處理科、電子商務科、流通管理科、農業行銷科、航運管理科、應用外語科（英文組）、應用外語科（日文組）。 | 10種 |
| 海事水產類 | 漁業科、水產養殖科、輪機科、航海科、船舶機電科。 | 5種  |
| 家事類     | 家政科、服裝科、幼兒保育科、美容科、時尚模特兒科、流行服飾科（原服裝設計科）、時尚造型科（原美容美髮科）、照顧服務科、觀光事業科、餐飲管理科。 | 10種 |
| 藝術類     | 美術科、音樂科、舞蹈科、戲劇科、影劇科、西樂科、國樂科、電視電影科、表演藝術科、多媒體動畫科、時尚工藝科。 | 11種 |
| 設計類     | 家具木工科、家具設計科、美工科、陶瓷工程科、室內空間設計科、室內設計科、圖文傳播科、金屬工藝科、廣告設計科、多媒體設計科。 | 10種 |

共計82種科系

## 技術型高級中等學校類群介紹

### 農業類

#### 農業群
- 所屬科別：農場經營科、園藝科、森林科、野生動物保育科、造園科、畜產保健科。
- 學習之專業能力：
  1. 農業生產及行銷之知識。
  2. 培育農、林、牧等相關領域之相關人員及其內容。
- 共同專業科目：農業概論、生物技術概論、農園場實習、林場實習、牧場實習、農業安全衛生、農業資訊管理。
- 就業選擇參考：農夫、農業生物技術公司、製農藥員、林木種植苗生產業人員、森林休憩業者等。

#### 食品群
- 所屬科別：食品加工科、食品科、水產食品科、烘焙科。
- 學習之專業能力：
  1. 食品科技相關專業領域之基本知識。
  2. 加強熟悉對各項食品科技之操作。
- 共同專業科目：食品加工、食品加工實習、食品微生物、食品微生物實習、食品化學與分析、食品化學與分析實習、生物技術概論。
- 就業選擇參考：食品加工業者、食品製造業者等。

### 工業類

#### 機械群
- 所屬科別：機械科、鑄造科、板金科、機械木模科、配管科、模具科、機電科、製圖科、生物產業機電科、電腦機械製圖科。
- 學習之專業能力：
  1. 使用機具設備、數值控制機械操作、數值控制機械維護。
  2. 培養機械製圖、電腦輔助製圖、認識圖形。
  3. 使用檢測或量測設備。
  4. 機械加工、機械製造。
- 共同專業科目：機械製造、機械原理、機械力學、機械材料、製圖實習、機械基礎實習、機械電學實習。
- 就業參考選擇：機械操作、機械加工、機械維護、機械裝配、機械設計、機電整合、板金、品管、鉗工等。

#### 動力機械群
- 所屬科別：汽車科、重機科、飛機修護科、動力機械科、農業機械科。
- 學習之專業能力：
  1. 培養有關產業之初級技術人才，能擔任汽車修護、機車修護、飛機修護、農業等生產機械。
  2. 查閱中英文修護手冊。
- 共同專業科目：動力機械概論、機件原理、應用力學、機械工作法與實習、機電識圖與實習、引擎原理及實習、液氣壓原理及實習、電工概論與實習、電子概論與實習。
- 就業參考選擇：車輛修護員、車輛塗裝、重機械修護員、飛機修護員、農業機械修護員等。

#### 電機、電子群
- 所屬科別分2大類：
  1. 電機類：電機科、控制科、冷凍空調科。
  2. 資電類：電子科、資訊科、航空電子科。
- 學習之專業能力：
  1. 具備電學觀念、電路裝配、電路分析、電路設計、電路應用。
  2. 應用電腦來解決問題。
  3. 系統開發、程式設計、專案規劃。
- 共同專業科目：基本電學、基本電學實習、電子學、電子學實習、電工機械、數位邏輯設計(數位邏輯+數位邏輯實習)、微處理機實習、程式設計實習
- 就業選擇參考：冷凍空調裝修、電腦軟體設計、電器修護員、電腦硬體裝修、網路管理、儀表電子、數位電子、視聽電子、電力電子、配電線路裝修等。

#### 化工群
- 所屬科別：化工科、紡織科、染整科。
- 學習之專業能力：
  1. 培養檢測分析。
  2. 污染防治。
  3. 執行工業安全與衛生之基本。
- 共同專業科目：普通化學、普通化學實驗、分析化學、分析化學實驗、基礎化工、化工裝置
- 就業選擇參考：化學工程技師、工業安全技師、勞工安全管理、下水道設施操作與維護員、空氣污染防治員等。

#### 土木、建築群
- 所屬科別：土木科、建築科、消防工程科、空間測繪科。
- 學習之專業能力：
  1. 擁有基本力學與其結構概念。
  2. 訓練電腦建築繪圖之專業基礎。
  3. 了解及應用相關工程之法律規定。
- 共同專業科目：工程概論、工程材料、工程力學、測量實習、製圖實習、電腦製圖實習。
- 就業選擇參考：測量工程師、土木工程師、建築物室內設計員、不動產分析師、教學研究助理員等。

### 商業類

#### 商業、管理群
- 所屬科別：商業經營科、國際貿易科、會計事務科、流通管理科、農業行銷科、航運管理科、資料處理科、電子商務科。
- 學習之專業能力：
  1. 培養經營技能。
  2. 資訊科技之應用。
- 共同專業科目：商業概論、初級會計學、經濟學、數位科技概論、數位科技應用。
- 就業選擇參考：會計師、不動產經紀人、記帳士、財產保險經紀人等。

#### 外語群
- 所屬科別：應用外語科（英文組）、應用外語科（日文組）。
- 學習之專業能力：
  1. 英文之聽、說、讀、寫。
  2. 日文之聽、說、讀、寫。
  3. 了解行業特性及熟悉職場上的倫理和禮儀。
  4. 基礎商業知識及使用商務活動。
- 共同專業科目：商業概論、數位科技概論。
- 就業選擇參考：餐旅公關業者、服務業、國際貿易、商業金融、觀光旅遊業者等。

#### 設計群
- 所屬科別：家具木工科、家具設計科、美工科、陶瓷工程科、室內空間設計科、室內設計科、圖文傳播科、金屬工藝科、廣告設計科、多媒體設計科。
- 學習之專業能力：
  1. 設計基礎、設計的表現方法和設計的創意發想/發掘。
  2. 基本的美感和鑑賞。
- 共同專業科目：繪畫基礎、設計概論、基本設計、基礎圖學、色彩原理、設計與生活、造形原理、數位設計基礎、創意潛能開發。
- 就業選擇參考：室內設計師、動畫設計師、媒體設計師、產品設計師等。

### 海事水產類

#### 海事群
- 所屬科別：航海科、輪機科、船舶機電科。
- 學習之專業能力：
  1. 熟悉STCW公約，讓學生可以確實遵守海上人民安全和海洋環境保護。
  2. 正確應用船舶各設備以及船舶設施維護方法的學習。
  3. 培育健全的海事相關職業之人才。
- 共同專業科目：船藝學、輪機概論、海運概論、航海英文、輪機英文、航海氣象、基本電工與實習、船舶自動控制實習、電子航儀設備維護、海上安全法規概論、應急程序。
- 就業選擇參考：船長、輪機長、航海人員、海事工程人員、驗船師、海事公證人、公職人員等。

#### 水產群
- 所屬科別：水產養殖科、漁業科。
- 學習之專業能力：
  1. 建立漁業及水產養殖的觀念。
  2. 水產生物繁殖和養殖之技術。
  3. 具備像水族館或養殖廠等經營管理概念。
- 共同專業科目：水產概要、水產生物概要、生態學概要、栽培漁業。
- 就業選擇參考：水產養殖相關人員、水生物實驗研究人員、水產產業實務人員等。

### 家事類

#### 家政群
- 所屬科別：家政科、服裝科、美容科、幼兒保育科、時尚造型科、時尚模特兒科、流行服飾科、照顧服務科。
- 學習之專業能力：
  1. 培養色彩知識。
  2. 培養幼兒保育、服裝製作、手工藝、美容、美髮、烹飪等專長。
  3. 學習衛生安全知識。
  4. 培養關懷家庭活動的素養及經營家庭的知識。
- 共同專業科目：家政群實務、家政概論、色彩概論、家政行職業衛生與安全、家庭教育、家政職業倫理、家政行銷與服務。
- 就業選擇參考：
  1. 家政科：烹飪補習班、小吃店業者、素食店業者、手工藝製作員等。
  2. 幼兒保育科、照顧服務科：公私立托兒所工作人員、安親班教師等。
  3. 美容科、時尚造型科：化妝品推銷人員、美容美髮設計師、護膚工作員等。
  4. 服裝科、流行服飾科：品質檢測工作員、品質工廠管理人員、服裝設計師、窗簾設計師等。
  5. 時尚模特兒科：彩妝師、美容師、專業模特兒、婚紗攝影服務人員等。

#### 餐旅群
- 所屬科別：餐飲管理科、觀光事業科。
- 學習之專業能力：
  1. 具備餐旅英文對話。
  2. 產品製作和設備的操作。
  3. 培養餐旅業業者的服務態度、安全概念、衛生概念和職場倫理。
- 共同專業科目：餐旅英文及會話、餐旅概論、餐旅服務、飲料與調酒。
- 就業選擇參考：服務業業者、廚師、調酒師、中西餐主廚等。

### 藝術類

#### 藝術群
- 所屬科別：
  1. 美術類：美術科、時尚工藝科。
  2. 音樂類：音樂科、國樂科、西樂科。
  3. 舞蹈類：舞蹈科。
  4. 表演藝術類：表演藝術科、戲劇科、影劇科（表演藝術組）。
  5. 影視類：電視電影科、多媒體動畫科、影劇科（大眾傳播組）。
- 學習之專業能力：
  1. 有關藝術之知識。
  2. 訓練藝術表演。
- 共同專業科目：專業藝術概論、藝術欣賞、展演實務、藝術與科技。
- 就業選擇參考：漫畫家、小提琴家、鋼琴家、舞台設計助理人員、演員、歌手、電視台工作人員、電視節目製作人員等。